# جان لوکاس سوم
جان لوکاس سوم (انگلیسی: John Lucas III؛ زادهٔ ۲۱ نوامبر ۱۹۸۲) بازیکن بسکتبال اهل ایالات متحده آمریکا است. از باشگاه‌هایی که در آن بازی کرده‌است می‌توان به یونیورسو ترویزو، تورنتو رپترز، دیترویت پیستونز، هیوستون راکتس، و شیکاگو بولز اشاره کرد.